# Nothing Lasts Forever
Nothing Lasts Forever (en español: Nada es para siempre) es una novela de suspenso de 1979 escrita por Roderick Thorp, siendo la secuela de su novela de 1966 El detective. Es más conocida sobre todo por su adaptación cinematográfica, Die Hard. En diciembre de 2012, el libro fue publicado nuevamente en imprenta y como un libro electrónico para el vigesimoquinto aniversario de la película.

## Antecedentes
En el año 1975, Roderick Thorp vio la película The Towering Inferno, que trata sobre un rascacielos que se incendia. Luego de ver el filme, Thorp se quedó dormido y soñó que veía a un hombre siendo perseguido por unos hombres armados a través de un rascacielos. Se despertó y más tarde tomó esa idea y la transformó en la secuela de El detective, Nothing Lasts Forever.

## Trama
El retirado detective del Departamento de Policía de Nueva York Joseph Leland está de visita en el cuartel general de 40 pisos de la Klaxon Oil Corporation en Los Ángeles en Nochebuena, donde su hija Stephanie Leland Gennaro trabaja. Mientras está esperando que la fiesta navideña de su hija termine, un grupo de terroristas alemanes de la era de la Guerra Fría se apodera del rascacielos. La pandilla es liderada por Anton "Little Tony" Gruber. Joe conoció a Gruber durante la Segunda Guerra Mundial, cuando Joe era un piloto de combate.
Los terroristas planean robar documentos que expondrán públicamente las transacciones de Klaxon Corporation con la Junta de Chile. También quieren privar a Klaxon de los ingresos del trato corrupto arrojando 6 000 000 de dólares en efectivo por la ventana del edificio. Leland no solo cree sus reclamaciones, también sabe que su hija está involucrada.
Descalzo, Leland escapa y logra no ser detectado en el gigantesco complejo de oficinas. Asistido solo por el sargento Al Powell y armado solo con su pistola Browning GP-35, Leland combate a los terroristas uno por uno en un intento de salvar a 74 rehenes, entre ellos su hija y sus nietos.

## Personajes
Joseph Leland: Un envejecido detective retirado del Departamento de Policía de Nueva York.
Stephanie Leland-Gennaro: La única hija de Joseph Leland y una importante ejecutiva de la Klaxon Oil Corporation.
Anton "Little Tony The Red" Gruber: De herencia alemana, es el líder de los terroristas que se han apoderado de la Klaxon Oil Corporation, y uno de los pocos que puede hablar inglés.
Sargento Al Powell: Sargento de 22 años del Departamento de Policía de Los Ángeles que es enviado al cuartel general de la Klaxon Oil Corporation.
Subjefe Dwayne T. Robinson: Subjefe de la policía que es enviado a hacerse cargo de la situación.
Karl: La mano derecha de Anton Gruber.
Sr. Rivers: El presidente de la Klaxon Oil Corporation, él organizó la fiesta de Navidad y planeó el viaje para Leland.
Harry Ellis: Un sucio ejecutivo en la Klaxon Oil Corporation que se acuesta con Stephanie y fabrica drogas como cocaína.

## Adaptación cinematográfica
Nothing Lasts Forever fue originalmente escrita como una secuela de El detective, así que podría haberse hecho una secuela cinematográfica protagonizada por Frank Sinatra como Joe Leland. Pero cuando Sinatra no aceptó el papel, cambió a ser una secuela de Commando, protagonizada por Arnold Schwarzenegger. También Schwarzenegger rechazó el papel, así que el guion fue reestructurado en 1988 para una historia independiente, llamada Die Hard, la cual más tarde se convertiría en una de las más famosas y aclamadas películas de acción de todos los tiempos.
La película sigue su idea original estrechamente. Algunas de sus memorables escenas, personajes y diálogos son tomados directamenre de la novela. La historia fue alterada para ser una película independiente sin conexiones con la novela de Thorp El detective. Entre otros cambios, incluían rejuvenecer al héroe más viejo de la novela, cambiar su nombre de Joe Leland a John McClane, transformar a su hija en su esposa, y transformar a la americana Klaxon Oil Corporation en la japonesa Nakatomi Corporation. Los "terroristas" son en realidad ladrones profesionales que tienen más de 640 000 000 de dólares en bonos de caja negociables en la bóveda del edificio y se hacen pasar por terroristas para desviar la atención del robo. En la película, no son solo alemanes, son de diferentes etnias, aunque la mayoría de Europa. La tonalidad de la novela es mucho más oscura con temas ocultos sobre la culpa, el alcoholismo y la complejidad de la mente humana perturbada. La novela también presenta terroristas mujeres. El final de la historia es también diferente de la adaptación a la gran pantalla en el sentido en que termina mucho menos positivamente que el final feliz retratado en la película, dando a entender que Joe posiblemente podría sucumbir ante sus heridas y morir.
Aunque las dos obras son diferentes, siguen siendo muy similares. Algunas de las más famosas secuencias de acción de la película son tomadas del libro, como por ejemplo:
- McClane saltando de un tejado en explosión con una manguera atada a su cintura y luego disparando a través de una ventana para poder volver a entrar.
- McClane dejando caer una bomba C-4 por el hueco de un ascensor.
- McClane pegando su arma a su espalda en el clímax.
- McClane arrastrándose a través de los huecos del ascensor.